# Laroche-Saint-Cydroine
Laroche-Saint-Cydroine là một xã thuộc tỉnh Yonne trong vùng Bourgogne-Franche-Comté miền bắc nước Pháp.